# Flowboarden

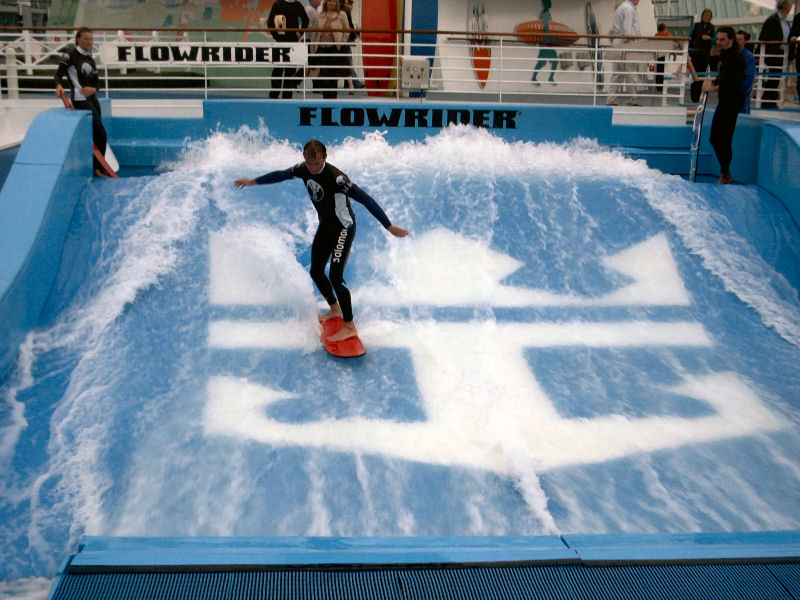
Flowboarden

Flowboarden is een boardsport waarbij gebruikgemaakt wordt van een machine die kunstmatige watergolven opwekt.
Het omvat kenmerken van surfen, skateboarden en snowboarden, waarbij bepaalde tricks (sprongen, stunts of trucs) gemaakt moeten worden.